# 조선로코-녹두전
《조선로코-녹두전》은 2019년 9월 30일부터 2019년 11월 25일까지 방영된 KBS 2TV 월화드라마로, 동명의 인기 웹툰을 원작으로 한다.

## 줄거리
미스터리한 과부촌에 여장을 하고 잠입한 전녹두와 기생이 되기 싫은 처자 동동주의 발칙하고 유쾌한 조선판 로맨틱 코미디다.

## 등장 인물

### 주요 인물
- 장동윤 : 전녹두 역 (아역 : 김지우) - 중전의 아들
- 김소현 : 동동주 역 (아역 : 조예린) - 예비 기생.
- 강태오 : 차율무 역 (아역 : 전진서) - 능양군. 훗날의 인조
- 정준호 : 광해 역 - 조선의 임금
- 김태우 : 허윤 역 - 한양 최고 세도가 자제. 대제학
- 윤유선 : 천행수 역 - 기방 행수
- 이승준 : 정윤저/전윤저 역 - 녹두의 아버지

### 녹두의 주변 인물
- 이문식 : 황 장군 역 - 임진왜란 시절 수많은 공을 세웠던 인물
- 송건희 : 전황태 역 (아역 : 김승한) - 녹두의 형. 윤저의 아들
- 박다연 : 앵두 역 - 녹두네 옆집에 사는 일곱 살 꼬맹이

### 열녀단
- 윤사봉 : 강순녀 역 - 우락부락한 몸매와 저음의 목소리, 웬만한 사내는 번쩍 들어 메다 꽂기가 가능한 괴력의 소유자. ‘순한 계집’이 되라고 부모가 지어준 그 이름과는 철저하게 괴리 된 삶
- 황미영 : 박복녀 역 - ‘복 많은 계집’이 되라는 이름을 받았으나 꽤 박복한 삶. 열녀단으로 활동하며, 강순녀와는 소울 메이트
- 윤금선아 : 이말년 역 - 열녀단의 막내. 걸쭉한 사투리를 구사하며 작지만 야무진 불 주먹

### 무월단
- 조수향 : 김쑥 역 - 작고 아담한 체구에 가녀린 인상의 과부. 낮에는 양조장에서 일하고 밤에는 베일에 쌓인 무사 집단인 무월단의 최고참이자 행동 대장. 과묵하고 냉철한 성정
- 양소민 : 안정숙 역 - 과부촌 비밀 무사단체인 무월단의 일원. 겉은 무뚝뚝한 원칙주의자지만 속은 따뜻한 반전있는 과부
- 한가림 : 노연분 역 - 무월단의 일원. 귀여운 비주얼과 재치 있는 입담을 과시하는 재기 발랄한 과부
- 송채윤 : 민들레 역 - 무월단의 일원. 녹두가 과부촌으로 흘러 들어오는 계기를 제공

### 주변 인물
- 고건한 : 연근 역 - 과부촌의 정절부봉사
- 황인엽 : 박단호 역 - 율무의 호위 무사. 젊은 나이와 곱상한 외모에서 연상 되지 않는 조선 제일의 검술 실력
- 이주빈 : 매화수 역 - 동주가 있는 기방 최고의 인기 기생이자 동주의 동무. 절세 미모에 매혹적인 말솜씨와 타고난 춤, 노래 실력까지 모든 게 동주와 정반대. 뭇 선비들의 마음을 이리 끌고 저리 끄는 소위 ‘밀당’의 귀재
- 이은형 : 백종사관 역
- 오경주 : 칠성 역 - 허윤의 심복. 어린 시절, 천한 줄만 알았던 제 목숨을 구하기 위해 애써준 허윤에게 평생을 바치기로 결심. 과부촌과 한양을 오가며 허윤을 돕다, 그의 마지막 길까지 망설임 없이 따르는 인물

### 그 외 인물
- 서희
- 김채린 : 초선 역 - 어린 기녀
- 서이안 : 김과부 역
- 박철민 : 박종칠 대감 역
- 박민정 : 중전 역 - 녹두 생모
- 오하늬 : 인목대비 역
- 차래형 : 박서방 역 - 노름판 두목
- 한다솔 : 궁녀 역 - 녹두에게 첫눈에 반한 궁녀
- 박한들 : 단이 역 - 동주를 도와주는 방자
- 경기현 : 관군 역
- 김미연 : 침방나인 역
- 정진 : 도승지 역
- 엄지만 : 관군부장 역
- 서은율 : 영창대군 역
- 송진우
- 김승윤

### 특별출연
- 이호재 : 돌 던진 노인 역
- 정이랑 : 주모 역
- 손병호

## 시청률
최저 시청률과 최고 시청률은 시청률 조사회사와 지역별로 시청률에 차이가 있을 수 있습니다.
| 2019년      | 2019년      | 2019년         | 2019년       | 2019년         | 2019년 |
| 회차        | 방송일      | AGB 시청률     | AGB 시청률   | TNmS 시청률    |        |
| 회차        | 방송일      | 대한민국(전국) | 서울(수도권) | 대한민국(전국) |        |
| ----------- | ----------- | -------------- | ------------ | -------------- | ------ |
| 제1회       | 9월 30일    | 5.6%           | 5.0%         | 6.2%           |        |
| 제2회       | 9월 30일    | 7.1%           | 6.3%         | 8.0%           |        |
| 제3회       | 10월 1일    | 6.5%           | 6.4%         | 6.1%           |        |
| 제4회       | 10월 1일    | 8.3%           | 8.2%         | 7.3%           |        |
| 제5회       | 10월 7일    | 5.4%           | 5.3%         | 5.8%           |        |
| 제6회       | 10월 7일    | 7.1%           | 6.9%         | 7.3%           |        |
| 제7회       | 10월 8일    | 5.8%           | 5.5%         | 5.0%           |        |
| 제8회       | 10월 8일    | 6.7%           | 6.5%         | 6.3%           |        |
| 제9회       | 10월 15일   | 5.0%           | %            | %              |        |
| 제10회      | 10월 15일   | 6.6%           | 6.5%         | 5.4%           |        |
| 제11회      | 10월 21일   | 4.3%           | %            | %              |        |
| 제12회      | 10월 21일   | 5.9%           | 5.6%         | 5.5%           |        |
| 제13회      | 10월 22일   | 6.0%           | 6.1%         | 5.7%           |        |
| 제14회      | 10월 22일   | 6.2%           | 6.3%         | %              |        |
| 제15회      | 10월 28일   | 4.9%           | %            | 4.7%           |        |
| 제16회      | 10월 28일   | 7.3%           | 6.9%         | 5.9%           |        |
| 제17회      | 10월 29일   | 6.0%           | 5.7%         | %              |        |
| 제18회      | 10월 29일   | 7.4%           | 7.4%         | 6.3%           |        |
| 제19회      | 11월 4일    | 4.6%           | %            | %              |        |
| 제20회      | 11월 4일    | 6.4%           | 6.3%         | 6.2%           |        |
| 제21회      | 11월 5일    | 4.7%           | %            | %              |        |
| 제22회      | 11월 5일    | 6.2%           | 6.0%         | 5.5%           |        |
| 제23회      | 11월 11일   | 5.1%           | 5.1%         | 5.5%           |        |
| 제24회      | 11월 11일   | 6.9%           | 7.0%         | 6.4%           |        |
| 제25회      | 11월 12일   | 5.4%           | 5.2%         | 5.7%           |        |
| 제26회      | 11월 12일   | 7.7%           | 7.4%         | 7.0%           |        |
| 제27회      | 11월 18일   | 5.6%           | 5.9%         | %              |        |
| 제28회      | 11월 18일   | 6.5%           | 6.5%         | 6.3%           |        |
| 제29회      | 11월 19일   | 6.3%           | 6.2%         | 5.9%           |        |
| 제30회      | 11월 19일   | 7.8%           | 8.0%         | 6.9%           |        |
| 제31회      | 11월 25일   | 6.0%           | %            | %              |        |
| 제32회      | 11월 25일   | 7.3%           | 6.4%         | 6.5%           |        |
| 평균 시청률 | 평균 시청률 | 6.2%           |              |                |        |

## 수상
- 2019년 KBS 연기대상 여자 청소년 연기상 박다연
- 2019년 KBS 연기대상 남자 신인상 강태오
- 2019년 KBS 연기대상 베스트 커플상/미니시리즈부문 남자 우수상 장동윤
- 2019년 KBS 연기대상 베스트 커플상/미니시리즈부문 여자 우수상 김소현
- 2021년 제7회 아시아태평양 스타 어워즈 남자 신인상 장동윤

## 결방 사유 및 편성 변경
- 2019년 10월 14일 : KBS 스포츠 2019년 KBO 리그 플레이오프 1차전 《키움 히어로즈 VS SK 와이번스》 중계방송으로 인한 결방.
- 2019년 10월 22일 : KBS 스포츠 2019년 한국시리즈 1차전 《키움 히어로즈 VS 두산 베어스》 중계방송으로 인해 밤 10시 40분으로 편성 변경. (13회, 14회)

## 동시간대 드라마
- SBS 월화드라마

《VIP》 (2019년 10월 28일 ~ 2019년 12월 24일)
- JTBC 월화드라마

《꽃파당: 조선혼담공작소》 (2019년 9월 16일 ~ 2019년 11월 5일)
《보좌관 - 세상을 움직이는 사람들 시즌2》 (2019년 11월 11일 ~ 2019년 12월 10일)
- tvN 월화드라마

《위대한 쇼》 (2019년 8월 26일 ~ 2019년 10월 15일)
《유령을 잡아라》 (2019년 10월 21일 ~ 2019년 12월 10일)

## 같이 보기
- 대한민국의 텔레비전 드라마 목록 (ㅈ)
- 2019년 대한민국의 텔레비전 드라마 목록